# Zabeler Jób
Zabeler Jób (Zabeler Hiób, Zabler Jób, Lőcse, 1628 – Lőcse, 1664. október 10.) lőcsei evangélikus lelkész.

## Élete
Zabeler Péter evangélikus szuperintendensnek és Roll Annának fia. Tanulmányait 1644-ig Lőcsén végezte. Innen apja Zsolnára küldte, Ladiver Illés keze alá, majd Wittenbergbe, ahol 1644. október 23-án az egyetem hallgatója lett és 1648-ban magisteri rangot nyert. 1650-ben Lőcsére hívták rektornak, 1652-ben pedig lelkésznek, majd 1662. április 3-án első papnak választották Lőcsén. 1664. október 10-én halt meg pestisben.

## Művei
- Notabiliorum Theorematum Philosophicorum Fasciculus… Wittebergae, 1646.
- Tröstlicher und seeliger Abschied aus diesem Leben thewrer und trewer Lehrer Jesu Christi. Bey den… Leichenbegängnüss, des… Christophori Böhms bishero gewesenen … Pfarrherrens der deutschen E. Kirchen der kön. Freyen Stadt Leutschau… Leutschau, 1660.
- Üdvözlő verset írt Tarnóczi Mártonhoz görögül (1646), Kótai Jánoshoz héberül (1649.) és Klesch Dánielhez latinul (1649.).